# 宫颈上皮内瘤样病变
宫颈上皮内瘤样病变（英語：Cervical intraepithelial neoplasia, CIN），也称宫颈非典型增生（英語：cervical dysplasia）或宫颈间质瘤（cervical interstitial neoplasia），是宫颈不典型增生和宫颈鳞形细胞原位癌的总称，也是宫颈浸润癌的癌前期病变。宫颈上皮内瘤样病变并非癌症，也能够治疗。绝大多数的宫颈上皮内瘤样病变患者病情稳定，但是少量病例会恶化为子宫颈癌。引起CIN的主要原因是人乳头瘤病毒（HPV）在子宫颈的慢性感染，特别是高感染度的16或18型HPV。
在显微镜下看到的最早病理是子宫颈的上皮细胞或表面发育不良，并且在妇女体内无法本质上发现。在HPV感染后能够看到细胞改变，比如挖空细胞(也称凹空细胞)中通常能够看到宫颈上皮内瘤样病变。宫颈上皮内瘤样病变通常通过筛选试验发现，比如通过巴氏涂片法进行子宫颈抹片检查，检测可能的癌前症状。检查若不正常，则需要子宫阴道镜进行放大，或进行活体检查。

## 病因
宫颈上皮内瘤样病变的病因比较复杂，与此疾病有明显相关性的因素有：
- 感染“高危”型人乳头瘤病毒（比如第16、18、31、45型）的妇女
- 患有免疫力缺陷的妇女
- 17岁之前生孩子的妇女

此外一些危险因素会引起宫颈上皮内瘤样病变，包括节食、多名性伴侣、缺乏避孕套使用、包皮垢、多产、子宫颈裂伤以及吸烟。

## 分类
根据患有HPV的不同类型和感染部位，宫颈上皮内瘤样病变可以分为三个级别，病情可能会加重或复原。
宫颈上皮内瘤样病变分为以下几级：
| 组织学分级                   | 细胞学             | 描述 | 图像 |
| ---------------------------- | ------------------ | --- | ---- |
| –                            | –                  | 正常宫颈鳞状上皮 |      |
| CIN 1（I级，轻度不典型增生） | 低度鳞状上皮内病变 | 最低危险的类型，表现为轻度的发育异常，也是不正常的细胞增殖。局限于宫颈上皮层的下1/3，病变部分与正常细胞层分界清楚。如果病情与HPV感染有关，通过一年左右的免疫反应疾病会康复，一切病情需要更长恢复时间。 |      |
| CIN 2/3                      | 高度鳞状上皮内病变 | CIN2型和CIN3型的前期症状 |      |
| CIN 2（II级）                |                    | 不典型增生细胞占宫颈上皮层的下部2/3，病变部分与正常细胞层分界清楚。 |      |
| CIN 3（III级）               |                    | 不典型增生细胞几乎浸及全上皮层，仅剩表面正常鳞状上皮细胞。病情可能会判定为子宫颈原位癌。 |      |

## 治疗
对于CIN1型的患者，可通过时间自愈而选择暂缓治疗。然而对这些患者应定期密切随诊，定期行宫颈脱落细胞学及阴道镜检查。如果在12个月内，经过多次检查病变仍持续存在或进展，就应该开始治疗。
对多数中度不典型增生、所有重度不典型增生及原位癌的患者，均应给予积极的治疗，其中包括冷灼法、电烙术、烧烙术、行子宫颈电热圈环切术或宫颈锥切术。有治疗意义的HPV疫苗正在临床试验阶段。
宫颈上皮内瘤样病变的手术治疗可能会导致女性不育症或生育能力降低的危险增加。

## 预后
通常认为宫颈上皮内瘤样病变均随着阶段恶化形成癌症的情况是呈线性关系。但是大多数宫颈上皮内瘤样病变案例会自愈。CIN1型患者中大约70%的在一年内自愈，90%的在两年内自愈。大约50%的CIN2型患者在两年内自愈。
恶化为宫颈原位癌的病例发生于11%的CIN1型和22%的CIN2型患者中。恶化为浸润性鳞癌的病例发生于大约1%的CIN1型、5%的CIN2型、和至少12%的CIN3型患者中。
恶化为癌症情况通常需要平均15年（3至40年）的时间。证据显示，癌症病例可能在最初探测阶段或低级类型未能发现，而直接恶化为癌症。在感染HPV疾病后，一些高風險性HPV會抑制p53、网膜母细胞瘤蛋白等肿瘤抑制基因，从而使得受感染的细胞能够规避检查、并大量积累，进而恶化为癌症。

## 流行病学
大约25万至100万美国妇女患有宫颈上皮内瘤样病变，妇女可能在任何年龄都会患有宫颈上皮内瘤样病变，但是主要的发病年龄是在25至35岁。